# Pueyo (Navarra)
Pueyo (offiziell: Pueyo/Puiu, baskisch Puiu) ist ein Ort und eine Gemeinde (Municipio) in der Comunidad Foral Navarra in Nordspanien mit 361 Einwohnern (Stand: 2024). 

## Lage
Pueyo liegt etwa 27 km südlich von Pamplona in einer Höhe von ca. 525 m am Cidacos. Durch die Gemeinde führt die Autopista AP-15.

## Sehenswürdigkeiten
- Marienkirche (Iglesia de Santa María)
- Jakobuskapelle